# Убыхи
Убы́хи (убых. tʷaχə) — автохтонный народ Кавказа, населявший страну Убыхию. Советские источники определяют убыхов как народ, родственный по языку, культуре и быту абхазам, черкесам, абазинам и относят убыхский язык к абхазско-адыгским языкам. Некоторые источники определяют их как адыгский (черкесский) субэтнос. По свидетельству Услара, название убыхов перешло к ним от черкесов, которые называли их у́ббых, в то время как сами себя они называли tʷaχә (тIуахъы). 
До 1864 года жили на черноморском побережье Западного Кавказа, между реками Шахе и Мзымта — историческая Убыхия (около 70 тыс. чел). Занимались набегами на пограничные территории, заселённые грузинами, абхазами, садзами, адыгами, осетинами, ингушами и русскими, грабили и захватывали пленных для использования в качестве рабов и продажи их в рабство в Османскую империю, а также занимались пиратством в Чёрном море и контрабандой оружия на Кавказ. Среди хозяйств занимались садоводством, отгонным животноводством, бортничеством, морским промыслом и торговлей, активно используя рабов. 
После завоевания Российской империей Западного Кавказа, все убыхи переселились в Османскую империю. Оставшиеся на исторической родине несколько убыхских семей (около 40 человек) смешались с родственным адыгским населением. Из-за разрозненности убыхских поселений и процессов по отуречиванию нетурецких народов в Турецкой республике, сохранить свой язык им не удалось. Часть убыхов отуречилась, другие влились в близкородственные адыгскую и абхазскую диаспоры. Последний известный носитель убыхского языка — Тевфик Эсенч — умер в 1992 году в турецкой деревне Хаджиосман.

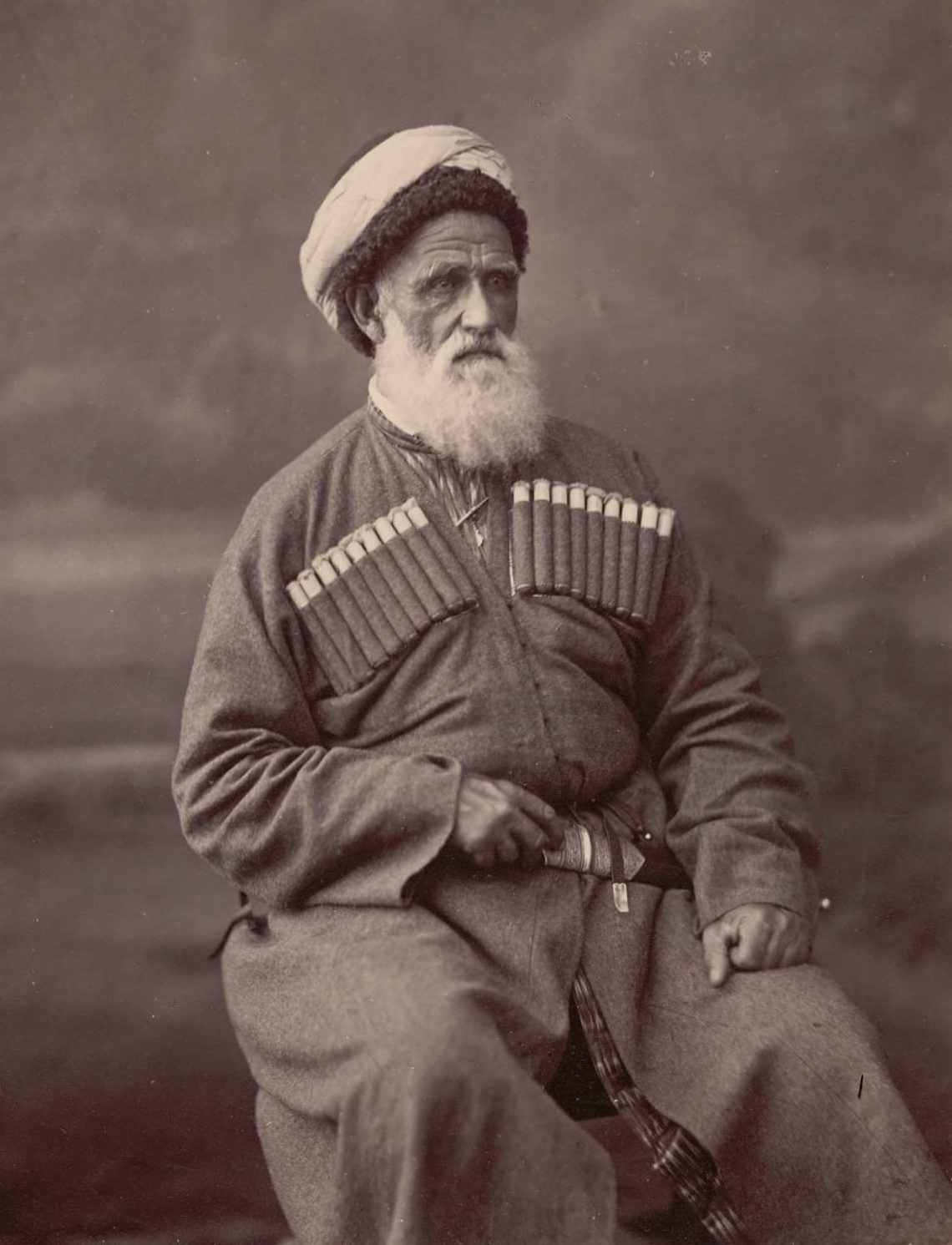
Последний князь Убыхии Керантух Берзек

## История
Энциклопедический словарь Брокгауза и Ефрона, который издавался в конце XIX века, сообщал:

Убыхи — весьма смешанное по своему составу одно из черкесских племён, ближайшая отрасль одного из самых демократичных черкесских племён — абадзехов, с которыми некогда убыхи составляли один народ и жили вместе на юго-западной покатости Кавказского хребта, между рр. Шхагуаше и Афипс.
Впоследствии, отделившись, убыхи заняли территории близ Черноморского побережья, по юго-западному склону Кавказского хребта, между pр. Хоста и Шахе, в ущельях по реки Убых, притоку Шахе, в долинах Псезтане, Мзымта и др. мелких рек, текущих в Чёрное море.
Убыхи делились на
1) собственно убыхи, живших между pp. Хоста и Шахе, бывших в постоянных сношениях с абадзехами, отделёнными от них только горным перевалом;
2) Саше, между рекой Хоста и долиной реки Сочи, самые воинственные среди убыхов;
3) Вардане, между pp. Сочи и Сюепсе.
Последние две группы убыхов, кроме скотоводства и земледелия, занимались торговлей с Турцией через морскую пристань Вардане (Сюепсе).
Большую роль играли дворянские фамилии, из коих две — Берзек и Диман, пользовались огромным влиянием не только среди убыхов, но и среди черкесов и джигетов.
Убыхи были немногочисленны, … но в войнах черкесов с русскими играли выдающуюся роль, так что русские, судя по славе убыхов у закубанских черкесов, считали их народом многочисленным и сильным; особенно много слышно было об убыхах в последние 30 лет борьбы с черкесами, когда последние стали соединяться для отпора и для нападения в большие массы, тут убыхи выступали в качестве предводителей этих скопищ, составляли их главное ядро, образцовый отряд, бившийся отчаянно впереди всех, в отступлении — сзади всех.

Убыхи прославились даже среди черкесов своей храбростью.
Первое письменное упоминание об убыхах, по мнению А.Н. Генко, относится к древности. Византийский историк и географ VI в. Прокопий в своих сочинениях пишет: «За областью Абазгов на Кавказе проживают Брухи (убыхи. М.Х.), территория которых находится между Абазгами и Аланами...».
В 1641 г. уже османский путешественник Эвлия Челеби упоминает обитание племён Waipigha (в транскрипции Хаммера) на этой территории, которые, по мнению некоторых исследователей, являются убыхскими.
В первой половине XIX века убыхи, как и причерноморские адыгские племена шапсугов (соседей с запада) и садзов-джигетов (соседей с востока), имели устоявшиеся полуфеодальные отношения.
Сами себя убыхи именовали туахъы или абза и разделялись на три крупных общества, руководимых князьями. Все они, однако, говорили на одном общем языке.

## Этническая принадлежность
В XIX веке большинство исследователей, зная о значимом отличии убыхского языка от остальных адыгских наречий, тем не менее относили убыхов к адыгским племенам.
Теофил Лапинский (Теффик-Бей) подробно изучил этнографию адыгов и издал книгу «Горцы Кавказа и их освободительная борьба против русских», где (Глава 3) писал буквально следующее:

По своей внутренней организации адыге разделяются на три народности. Самая многочисленная — шапсуги, затем следуют абадзехи; самая малочисленная — убыхи.

Н. Карлгоф в 1860 году писал «Кроме того, мы причисляем ещё к нашему описанию племя убыхов, которые по происхождению и языку явно принадлежат к народу адиге. По нравам, обычаям и общественному устройству это также одна из групп черкесских племен».
Ульрих и Ангелика Ландманн, исследовавшие убыхские селения в юго-восточной Турции в 1970-х годах, отмечали адыгоязычность убыхов, для которых вторым родным языком стал абадзехский диалект адыгского языка. В 1930-е годы такие же выводы делал и Ж. Дюмезиль .
Исследователь убыхского языка Ханс Фогт, установил факт самоопределения убыхов как адыгов, причём во всех приведённых им убыхских фольклорных, этнографических и исторических текстах говорится об убыхах как о части адыгского народа и адыгской страны. Убыхские легенды и сказания не отделяют убыхов от адыгов, а убыхскую землю — от адыгской земли.

## Генетика
У убыхов преобладает Y-хромосомная гаплогруппа G2 — 75 %, на втором месте находится Y-хромосомная гаплогруппа R1a-M198(xM458) — 19,44 %, к гаплогруппам J1 и J2 относится по 2,78 %.

## Численность и место проживания
После завершения Кавказской войны и отказа убыхов переселяться на Прикубанскую низменность, был объявлен ультиматум об их выселении в Османскую империю. После депортации в Османскую империю их поселениями были Балыкесир, Болу, Дюздже, Сакарья, Самсун, Коджаэли, Кахраманмараш и др. Постепенно они перешли на турецкий язык и ассимилировались с турками. На Кавказе осталось 5-6 семей (около 40 чел.) убыхов, живущих в адыгских аулах Кубанской области и около приморского села Головинка.
По данным А. П. Берже, приведённым в его книге «Выселение горцев с Кавказа» (Глава 1 «Географические, этнографические и статистические данные о выселении»), в Турцию ушло 74 567 человек убыхского происхождения.

## Субэтнические группы убыхов
Установлены существовавшие в начале XIX века субэтнические группы (племена, общины) убыхов — Субешх, Хизе, Вардане, Псахе, Саше и Хамыш.
- Общество Субешх охватывало смешанное убыхо-шапсугское население территории низовьев долины рек Чемитоквадже, Шахе и Матросской щели (в современных наимененованиях). В обществе Субешх, в начале XIX века, старшины выбирались из рода Атквея, а позже, в ходе Кавказской войны, стали выбираться из рода Берзек. Главным селением общества Субешх был одноимённый аул Субешх, в долине реки Шахе, в 3 км от устья, насчитывавший 200 домов.

- Общество Хизе (Хобзы, Пшогия) занимало долины рек Осакай (Осохой), Хаджиебс (ныне Якорная щель), Беранда, Детляшха и Буу. Население смешанное — убыхи и шапсуги.

- Общество Вардане занимало земли от долины реки Буу до Мамайского перевала, на реках Хобзы, Лоупе (совр. Лоо), реку Нижи (совр. Уч-Дере), реку Легутай (совр. Битха) и реку Дагомыс. Дюбуа де Монпере и Л. И. Лавров сообщали, что в Вардане располагалось крупнейшее в Убыхии селение — Фагуа (другое название Дзепш), имевшее более 600 дворов и протягивавшееся на 18 км вдоль реки Западный Дагомыс.

- Общество Псахе (Чизымогуа, Мамай) занимало территорию к востоку от Вардане, от долины реки Псахе до реки Сочи, включая долину Хлудовского ручья. В обществе отмечались крупные селения — Чизымогуа Ахмеда (или Апохуа) вдоль реки Псахе и Чизымогуа Мисоуста, на левом склоне долины ручья Хладовского.

- Общество Саше располагалось от реки Соча до реки Агуры (в том числе долины рек Бзугу, Цаник, Мацеста). Предводитель (или старшина) общества — Али Ахмет. Численность, по сообщению Ф. Ф. Торнау, составляло около 10 тысяч человек. Главное селение общества — Облагу (или Аубла), на левом берегу реки Соча, близ её устья.

- Общество Хамыш (Хоста) охватывало земли от Агуры до реки Мзымта. Старейшинами общества были представители рода Хамыш. Главное селение общества (название не сохранилось) находилось на склонах вдоль долины реки Хоста, в 1,5 км от побережья. Отмечались также крупные селения — Хамышь, на правом берегу Мзымты и Зенги, в долине ручья Видное, у подножья горы Ахун. Население было смешанным и состояло из убыхов и садзов.

- Непоименованные общества. Существовало ещё несколько горных обществ убыхов, названия которых не сохранились. В верховьях реки Соча отмечалось крупное селение одного из горных убыхских обществ — Аршна Аху. Селение Мутыхуасуа (на месте нынешнего села Пластунка), находивщееся в нескольких километрах от устья реки Соча, было владением Хаджи-Берзека Докумку (Докумуков) и его племянника Хаджи-Берзка Керантуха. Горные убыхи отвоевали это селение у общества Саше в 1805 году.

## Хозяйства и промыслы

### Виноделие
В 1837 году царский генерал И. Ф. Бларамберг составил «Историческое, топографическое, статистическое, этнографическое и военное описание Кавказа», в котором написал:

Их земля плодородна и не требует особой обработки. Все они выращивают виноград, особенно убыхи, и делают из него хорошее вино в больших количествах, это вино они называют «сана». Также у них много фруктов, таких, как яблоки, вишни, груши, персики. Как и в Мингрелии, у них можно видеть своеобразный прессованный и твердый мед, который они употребляют, размешивая его в воде в виде напитка.

### Медицина
В 1898 году в район Сочи прибыл молодой русский врач Виктор Францевич Подгурский и ознакомился с Мацестинскими источниками. Его заинтересовали рассказы местных жителей об этой целебной воде, и он загорелся мыслью использовать эти источники цивилизованным способом. В том же году он выступил во «Врачебной газете» с большой статьёй о Мацестинских источниках, в которой, в частности, говорилось:

«Старики черкесы из оставшихся аулов в Сочинском районе подтверждают, что источники считались у народа, населявшего побережье, целебными. Со всех сторон стекались к ним страдавшие разными недугами. Я ознакомился с источниками и увидел оставшиеся от купания ямы, а у входа в пещеры — огарки свечей и множество развешанных тряпочек, как благодарственное приношение больных, искавших и находивших исцеление».

## Убыхский язык
Убыхский язык (twaχəbza, тIуахъыбза) относится к абхазо-адыгским языкам и занимает промежуточное положение между адыгской (черкесской) и абхазо-абазинской подгруппой языков в семье.
Язык является одним из ведущих по звуковому разнообразию: по оценкам учёных, в нём насчитывается 84 согласных фонем.
В настоящее время убыхский язык считается мёртвым языком. Последний известный носитель убыхского языка — Тевфик Эсенч — умер в 1992 году в турецкой деревне Хаджиосман. Тевфик Эсенч рассказывал французскому лингвисту Ж. Дюмезиля, как о языке, так и о культуре, верованиях и устройства жизни убыхов. Эти сведения он ранее почерпнул у своего деда Ибрагима, родившегося и выросшего в Убыхии.